# A bajnok (film, 1931)
A bajnok (eredeti cím: The Champ) egy 1931-ben bemutatott amerikai filmdráma King Vidor rendezésében. A produkciót négy Oscar-díjra jelölték, melyből kettőt nyert meg. A film egy alkoholista bokszolóról szól, aki megpróbálja összeszedni magát fia kedvéért.

## Történet
|  | Alább a cselekmény részletei következnek! |

Andy "Bajnok" Purcell (Wallace Beery) egykori nehézsúlyú ökölvívó-világbajnok nyomorúságos körülmények között el fiával Dinkkel (Jackie Cooper) a mexikói Tijuanában. Bajnok a vonatállomáson bokszol pénzért alkalmi kihívókkal, de alkoholizmusa egyre inkább a mélybe nyomja. Dink többször csalódott apja ígéreteiben, hogy felhagy az ivással, ennek ellenére töretlen hite nem ingadozott meg benne.
Az ivás mellett a szerencsejáték a másik függősége Bajnoknak, aminek felhagyását szintén többször hasztalanul megfogadta fiának. Egy nyerő széria után – egyik korábbi ígéretéhez híven – lovat vesz Dinknek, amit később "Kis Bajnoknak" neveznek, és benevezik egy versenyre. A futamon Dink találkozik egy nővel, Lindával (Irene Rich), aki valójában az édesanyja, de erről egyikőjüknek sincs tudomása. Linda most egy gazdag férfi, Tony (Hale Hamilton) felesége, akinek szintén indul egy lova a versenyen.
Linda és Tony észreveszik Dinket és Bajnokot együtt, így rájönnek, hogy Dink Linda gyermeke. Bajnok megengedi a nőnek, hogy láthassa a fiát, aki elfogadja édesanyjának, de Dinknek nincsenek erős érzései iránta, mert soha nem volt az élete része. Linda elhatározza, hogy el fogja távolítani a fiút a rossz környezetből, és magához akarja venni.
A minden este szerencsejátékozó Bajnokot Tony megkéri, hogy vehessék magukhoz Dinket, hogy iskolába tudjon járni. Bajnok ezt visszautasítja, közben a kimerült Dink egy közeli asztalon alszik, ezért Tony kertelés nélkül Bajnok szemébe vágja, hogy rossz apa. A szerencsejáték során Bajnok elveszti a fia lovát, ami mélyen lesújtja Dinket. Hogy visszaszerezze a lovat fiának, Bajnok pénzt kér Lindától, de mielőtt visszavásárolná azt, elveszti a pénzt szerencsejátékon. Közben börtönbe is kerül, ami még jobban összetöri fia szívét.
A szégyentől lesújtott Bajnok beleegyezik, hogy a vonakodó Dinket Lindához és Tonyhoz küldje. A vonaton hazafele Linda és Tony próbálnak családiasan viselkedni a gyermekkel. Dink ugyan kedveli őket, de csak az apjára tud gondolni, ezért visszaszökik Tijuanaba, ahol meglát egy plakátot, ami egy küzdelmet hirdet apja és a mexikói nehézsúlyú bajnok között. Amikor Bajnok megpillantja fiát, azonnal visszatér jó kedve. Keményen edzeni kezd a mérkőzésre, és első alkalommal valóban távol tartja magát az alkoholtól és szerencsejátéktól. Eltökélt szándéka, hogy megnyerje a harcot büszkévé téve fiát, és a pénzdíjból visszavásárolja a lovat.
Tony és Linda is megjelenik a mérkőzésen, sok sikert kívánnak Bajnoknak, és biztosítják, hogy nem próbálják meg elválasztani fiától. A küzdelem brutális, Bajnok súlyos sérülést is szenved. Dink a sarokban a többiekkel megpróbálják rávenni, hogy dobja be a törölközőt, de ő nem hajlandó erre. Összeszedi minden erejét, és kiüti ellenfelét. A küzdelem után diadalittasan mutatja be a visszavásárolt lovat fiának, de Dink boldog reakciója közben összeesik.
Bajnokot az öltözőbe viszik, ahol az orvos megállapítja, hogy sérülése végzetes kimenetelű. Bajnok kéri Dinket, hogy legyen vidám, majd meghal, vigasztalatlanul hagyva fiát. Annak ellenére, hogy mindenki vigasztalni próbálja, Dink folyamatosan kiabálja, hogy "Bajnokot akarom!" Végül Dink Lindára néz, és egy "anya" kiáltással a karjaiba veti magát, aki kivezeti a szobából a zokogó fiút.

## Szereposztás
| Színész          | Karakter              |
| ---------------- | --------------------- |
| Wallace Beery    | Andy "Bajnok" Purcell |
| Jackie Cooper    | Dink                  |
| Irene Rich       | Linda                 |
| Roscoe Ates      | Szivacs               |
| Edward Brophy    | Tim                   |
| Marcia Mae Jones | Mary Lou              |
| Hale Hamilton    | Tony                  |
| Jesse Scott      | Jonah                 |

## A film háttere
A forgatókönyvíró Frances Marion a címszerepet kimondottan Wallace Beeryre írta, akit 1931-ben ugyan nem soroltak a sztárok közé, de veterán karakterszínésznek számított. Annak ellenére, hogy a történet melodramatikus hangvételű volt, a rendező King Vidor úgy érezte, hogy a hagyományos családi értékrendje és a reményben vetett hite miatt jó filmet lehet belőle készíteni. Beery a szerepért egy fél millió dolláros felkérést utasított vissza, amit egy indiai filmstúdiók szindikátusa ajánlott fel neki abban az esetben, ha eljátssza Buddhát. A gyerekszínész Cooper heti 1500 dolláros fizetést kapott a forgatás alatt.
A premierre 1931. november 9-én került sor a New York-i Astor Színházban. Wallace Beery magángéppel repült Los Angelesből az eseményre. A bemutató után Beery kijelentette, hogy Jackie Cooper ugyan egy "nagyszerű kölyök", de nem dolgozna újra gyerekszínésszel. Fogadalmát néhány éven belül megszegte.

## Oscar-díj
- Oscar-díj (1932)
  - díj: legjobb férfi főszereplő – Wallace Beery
  - díj: legjobb eredeti történet – Frances Marion
  - jelölés: legjobb film – Metro-Goldwyn-Mayer
  - jelölés: legjobb rendező – King Vidor

## Fordítás
- Ez a szócikk részben vagy egészben  a   The_Champ című angol Wikipédia-szócikk fordításán alapul.  Az eredeti cikk szerkesztőit annak laptörténete sorolja fel. Ez a jelzés csupán a megfogalmazás eredetét és a szerzői jogokat jelzi, nem szolgál a cikkben szereplő információk forrásmegjelöléseként.